# Ротшильд, Натаниэль Филип
Натаниэль Филип Виктор Джеймс Ротшильд, 5-й барон Ротшильд (англ. Nathaniel Philip Victor James Rothschild, также известный как Нат; род. 12 июля 1971) — швейцарский финансист еврейского происхождения, представитель династии Ротшильдов. Председатель совета директоров JNR Limited, специализирующейся на инвестиционном консалтинге на развивающихся рынках, в металлургии и добыче полезных ископаемых. Сопредседатель Bumi plc, группе компаний занимающейся полезными ископаемыми, котируемой на Лондонской фондовой бирже. Был сопредседателем хедж-фонда Atticus Capital с 1996 до его закрытия в 2009 году.
Натаниэль стал 5-м бароном Ротшильдом после смерти своего отца Джейкоба Ротшильда, 4-го барона Ротшильда, 26 февраля 2024 года. Ротшильд также является натурализованным гражданином Черногории.

## Происхождение и образования
Натаниэль Филип Ротшильд — младший из четырёх детей и единственный сын лорда Джейкоба Ротшильда (1936—2024) и Серены Мэри Данн (1934—2019), внучки сэра Джеймса Данна, канадского финансиста и магната. Как сын барона носил титул Достопочтенный. Получал образование в Colet Court (в то же время, что и Джордж Осборн, будущий канцлер казначейства Великобритании), Итоне и Уодхэм-колледже Оксфорда. Будучи студентом был членом Bullingdon Club, членом которого в то же время был и Джордж Осборн.

## Карьера
Нат начал свою карьеру в 1994 году в Lazard Brothers Asset Management в Лондоне, затем присоединился к Gleacher Partners, нью-йоркской консалтинговой компании в области слияний и поглощений (M&A), основанной Эриком Гличером (Eric Gleacher), бывшим главой M&A Morgan Stanley и Lehman Brothers.
Ротшильд был сопредседателем (и акционером 50 %) Atticus Capital, международной инвестиционной компании, основанной в 1995 году и имевшей офисы в Нью-Йорке и Лондоне. После закрытия Atticus Capital в 2009 году стал сопредседателем хедж-фонда Attara Capital LP,Atticus European Fund, который до этого управлялся Atticus Capital.
В мае 2015 года, Натаниэль выставил на продажу свою ферму в Рашбруке, за 24 миллиона фунтов стерлингов.

## Инвестиции
В 2000 году The Observer написал, что кроме официального наследства в £500 миллионов основная часть наследства Натаниэля «скрыта в ряде швейцарских трастов и достигает £40 миллиардов». Через NR Investments Ltd., головную инвестиционную компанию, Натаниэль Ротшильд был якорным инвестором в IPO ОК Русал, состоявшемся в январе 2010 года. Кроме того, Ротшильд купил за $40 миллионов конвертируемые бонды Glencore после IPO.

## Противоречия
В октябре 2008 года попал под шквал критики в прессе в связи со встречей лейбористского политика Питера Мандельсона c российским бизнесменом Олегом Дерипаской на яхте, пришвартованной около Корфу, по случаю вечеринки, устроенной Натом Ротшильдом.

## Личная жизнь
В 1994 году Натаниэль женился на Аннабеле Нельсон (1969—2018). Брак продлился недолго и супруги развелись в 1997 году. В 2016 году он женился на бывшей модели Лоретте Бэйси. Так как у Натаниэля нет детей, то наследником его титула является его двоюродный брат, Джеймс (род. 1985).